# Guidon (véhicule)
Pour les articles homonymes, voir Guidon.
 (novembre 2014).
Si vous disposez d'ouvrages ou d'articles de référence ou si vous connaissez des sites web de qualité traitant du thème abordé ici, merci de compléter l'article en donnant les références utiles à sa vérifiabilité et en les liant à la section « Notes et références ».

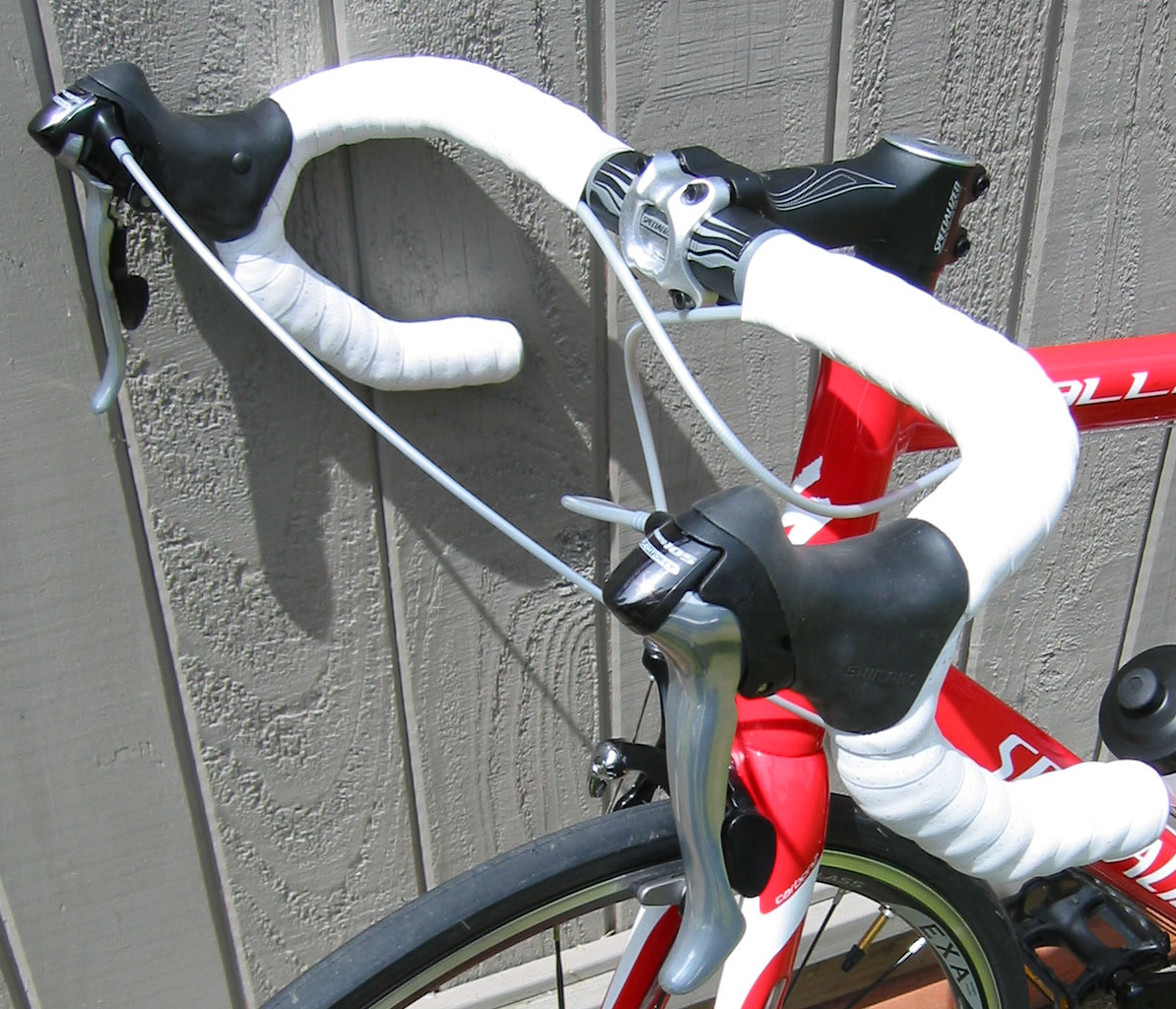
Guidon de vélo.

Le guidon est aux véhicules à deux roues ce que le volant est à la voiture. Il sert à orienter la roue avant du deux roues et par là même, à contrôler la trajectoire. Les deux roues ne sont pas les seuls véhicules équipés d'un guidon puisque les side-cars (trois roues) et les quads (quatre roues) en sont également dotés. De plus, le guidon d'un vélo de course est bien moins large que celui d'un VTT.

## Origine
Les premiers véhicules à deux roues en ligne sont dépourvus de guidon. Celui-ci apparaît en 1817 sur la draisienne inventée par le baron Karl Drais, sous la dénomination de « timon conducteur ». La commande de direction est l'innovation essentielle qui permet au véhicule à deux roues en ligne de se diriger. Par la suite, on retrouve le guidon sur le vélocipède, ancêtre de l'actuelle bicyclette. 
La première attestation du terme guidon dans ce sens figure dans un article du 8 juillet 1869 de la revue bi-hebdomadaire Le Vélocipède illustré.
Le terme de « gouvernail », en usage à partir des années 1860 pour les vélocipèdes à pédales sur la roue avant, est remplacé par guidon dans le vocabulaire cycliste courant vers 1890.

## Description

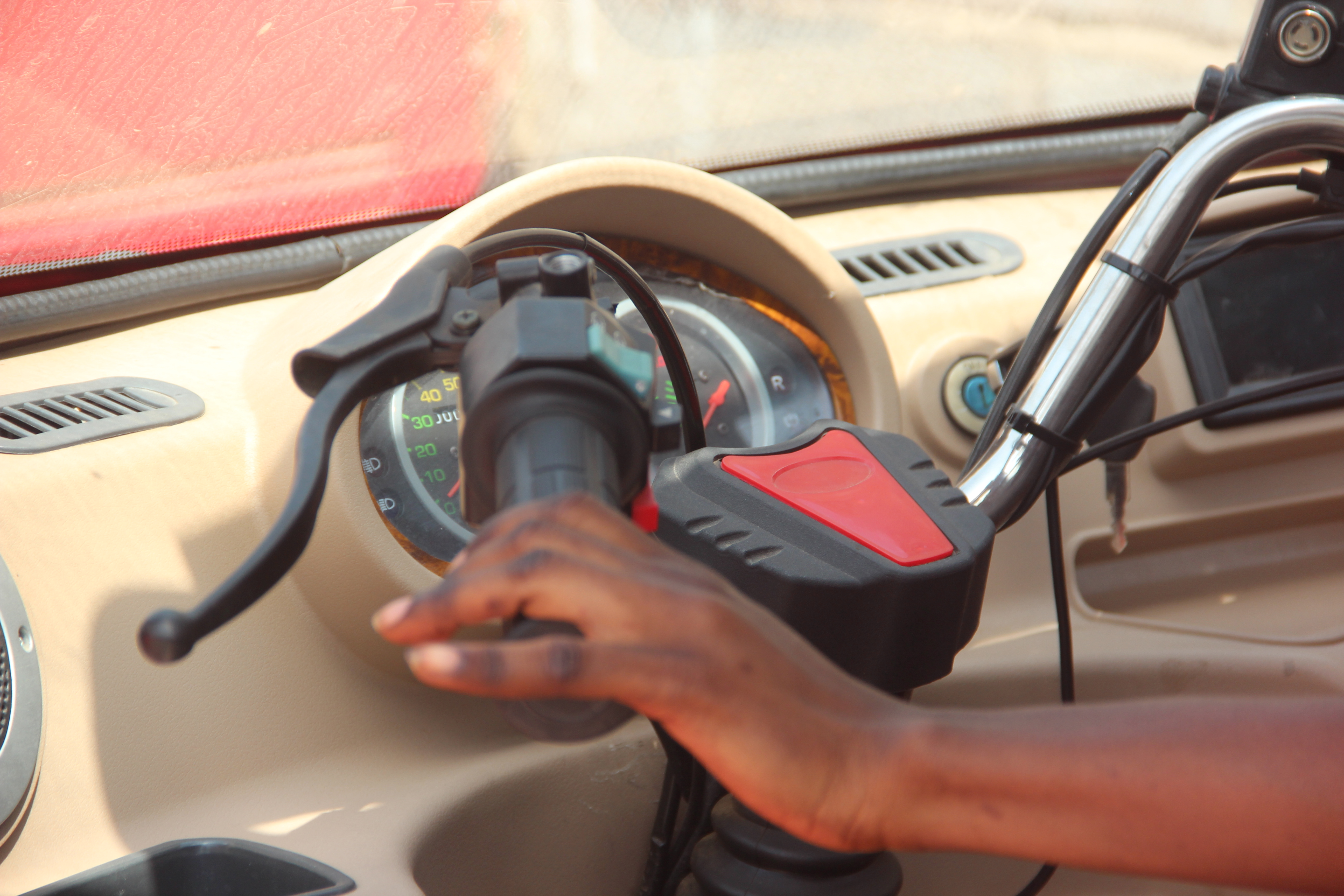
Guidon d'une moto tricycle

Le guidon est un des rares composants du deux-roues avec lequel le pilote est en contact (avec la selle et les repose-pieds ou pédales). Sa forme et son emplacement sont donc déterminants dans la position de conduite, et donc le style de conduite.
Les guidons hauts favorisent une conduite reposante, tandis que les guidons bas améliorent la pénétration dans l'air en diminuant le maître-couple.
Le cintre du guidon supporte tout ou partie des accessoires nécessaires à la conduite :
- poignées de frein, d'accélérateur, d'embrayage ;
- rétroviseurs ;
- contacteurs d'éclairage, de clignotants, d'avertisseur sonore, de démarreur ;
- décompresseur, réglage d'avance à l'allumage, etc.

Les cintres de guidons sont de formes et de situations très variées.
- Position :
  - la plupart des cintres sont situés en haut de la fourche, au-dessus de la colonne de direction ;
  - les motocyclettes de compétition sont équipées de guidons bracelets, fixés directement sur les tubes de fourche ;
  - on a vu des véhicules avoir les poignées de guidon situés juste au-dessus de la roue avant.
- Forme :
  - le cintre de guidon le plus courant est plat ou presque ;
  - les motocyclettes sportives ont des guidons-bracelets, imposant une position penchée en avant ;
  - les véhicules de tourisme, voire les Customs, ou choppers, ont souvent des cintress très hauts ;
  - les vélos de route ont un cintre de forme complexe ;
  - les motos de tout-terrain ont un cintre très large.
- Construction :
  - il est souvent constitué d'un tube cintré ;
  - parfois, il est constitué de plusieurs tubes articulés réglables (guidon multiposition) ;
  - il peut être composé de simples poignées fixées à la fourche (bracelets) ou au Té supérieur ;
  - il peut s'agir de pièces métalliques non tubulaires.

## Expressions
- « Avoir le nez dans le guidon » : être très occupé à une tâche spécifique. Ne pas avoir le temps pour regarder autour et s'intéresser au reste. Comme à vélo, pour aller plus vite on se penche et on met le « nez dans le guidon ».